# Jurij Petrow
Jurij Anatoljewicz Pietrow, ros. Юрий Анатольевич Петров, ukr. Юрій Анатолійович Петров, Jurij Anatolijowicz Petrow (ur. 18 lipca 1974 w Krzywym Rogu, zm. 29 kwietnia 2023) – rosyjski piłkarz pochodzenia ukraińskiego, grający na pozycji napastnika. Jego syn Kyryło Petrow również jest piłkarzem.

## Kariera piłkarska

### Kariera klubowa
Wychowanek Szkoły Piłkarskiej Dnipro Dniepropetrowsk. Jako 16-latek w 1991 rozpoczął karierę piłkarską w podstawowym składzie Dnipra Dniepropetrowsk. Był to jeden z najmłodszych piłkarzy, którzy debiutowali w Wyższej Lidze ZSSR. Na początku 1992 przeniósł się do Spartaka Moskwa, a w czerwcu 1992 odszedł do lokalnego rywala - Lokomotiwu Moskwa. Latem 1994 wyjechał do Holandii, gdzie przez 9 lat występował w klubach RKC Waalwijk, FC Twente i ADO Den Haag. Na początku 2003 roku powrócił do Rosji, gdzie został piłkarzem klubu Spartak-Ałanija Władykaukaz. Podczas przerwy zimowej sezonu 2003/2004 przeszedł do ukraińskiego klubu Wołyń Łuck, ale już latem powrócił do rozgrywek rosyjskich, broniąc barw dalekowschodniego klubu SKA-Eniergija Chabarowsk. Latem 2005 został piłkarzem Metalista Charków, ale już jesienią 2005 ponownie wyjechał do Holandii, gdzie podpisał kontrakt z FC Volendam. W 2009 zakończył karierę piłkarską w amatorskim zespole ASWH.

### Kariera reprezentacyjna
Występował w olimpijskiej reprezentacji Rosji.

## Sukcesy i odznaczenia

### Sukcesy klubowe
- zdobywca Pucharu ZSRR: 1992
- mistrz Rosji: 1992
- brązowy medalista mistrzostw Rosji: 1994
- brązowy medalista mistrzostw Holandii: 1997